# Furioso II
Furioso II (1965–1986) – jeden z najbardziej wpływowych reproduktorów w historii koni sportowych. Jego potomstwo osiągało dobre wyniki we wszystkich dyscyplinach skoków przez przeszkody, w tym na Igrzyskach Olimpijskich w Barcelonie i Sydney. Furioso II został sprowadzony do Niemiec w 1968 przez George'a Vorwerka, hodowcę koni oldenburskich. Wśród jego potomków znajdują się takie konie jak: Popeye K, Royal Kaliber i Valegro.